# 旺塔布朗
旺塔布朗（法語：Ventabren，法語發音：[vɛ̃tabʁɛ̃]）是法国罗讷河口省的一个市镇，位于该省东部，属于普罗旺斯地区艾克斯区。

## 地理
旺塔布朗（43°32'20"N, 5°17'35"E）面积26.32 平方千米，位于法国普罗旺斯-阿尔卑斯-蓝色海岸大区罗讷河口省，该省份为法国东南部沿海省份，北起沃克吕兹省，西接加尔省，南濒地中海，东临瓦尔省。
与旺塔布朗接壤的市镇（或旧市镇、城区）包括：普罗旺斯地区艾克斯、埃吉耶、沃洛、库杜克斯。

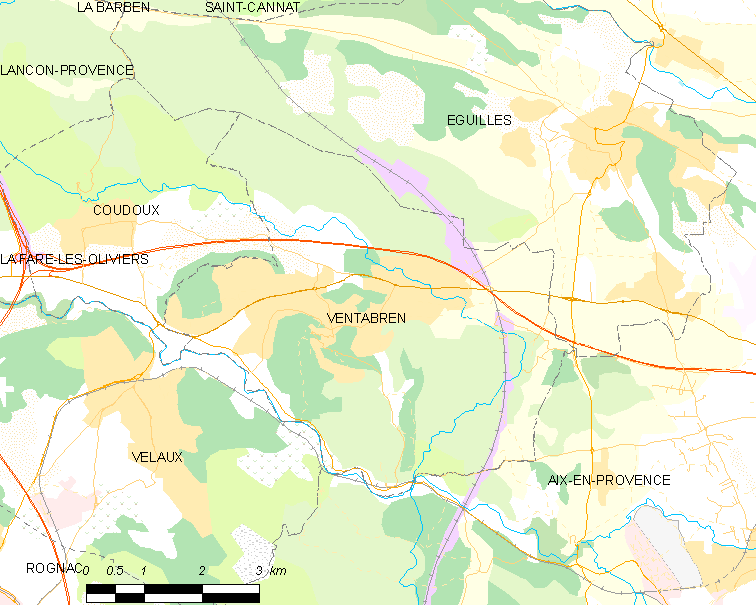
旺塔布朗的OSM定位图

旺塔布朗的时区为UTC+01:00、UTC+02:00（夏令时）。

## 行政
旺塔布朗的邮政编码为13122，INSEE市镇编码为13114。

## 政治
旺塔布朗所属的省级选区为贝尔莱唐县。

## 人口

1962-2008年间旺塔布朗人口变化图示

旺塔布朗于2022年1月1日时的人口数量为5613人。